# Олійник Іван Володимирович
Іван Володимирович Олійник (27 лютого 1988, Київ — 20 березня 2015, Київ) — український репер, поет і актор з Києва, найбільш відомий під сценічним псевдонімом Лір О'Лі (Ліролі, Лір МС), фронтмен реп-групи Ліра XXI, а також учасник групи PHA2 і дуету Артур і Лір.

## Життєпис
Народився і виріс у Києві на Подолі, син українського філолога, журналістки Ірини Олійник.
На початку 2000-х навчався в музичній школі по класу скрипки, яку не закінчив через захоплення брейк-дансом.
Закінчив Інститут філології КНУ ім. Тараса Шевченка, романо-германське відділення за фахом перекладач.
Працював прес-секретарем керівника Київської місцевої прокуратури Оболонського району м. Києва.
Позаштатний кореспондент часопису «Слово Просвіти». Друкувався в Альманасі літературної творчості КНУ ім. Тараса Шевченка «Сполучник-2008», «Сполучник-2011». Переможець у конкурсі короткої прози Мистецького клубу «Обличчя» Фонду «Відкрий Україну» 2012.
Пішов у вічність 20 березня 2015 р. від зупинки серця уві сні.

## Творчий шлях
З дитинства писав і публікував вірші у літературних виданнях, відвідував поетичні клуби, захоплювався читанням.
Почав цікавитися хіп-хопом у середині 1990-х після знайомства з творчістю української реп-групи Вхід у змінному взутті (ВУЗВ).
Музичні смаки Ліролі сформувалися під впливом американських, європейських, російських та українських реп-виконавців, зокрема 2Pac, Cypress Hill, Dr. Dre, Busta Rhymes, Snoop Dogg, Ю. Г., Многоточіє, D.O.B. Community, Military Clan, У. Ер Асквад, а також популярних українських рок/поп груп Воплі Відоплясова, Скрябін.
У шкільні роки Ліролі приєднався до PHA (Подільський хіп-хоп альянс), однієї з найбільших реп-спільнот Києва, з якої пізніше сформувалася реп-група PHA2.
Протягом 2003—2009 рр. записував пісні і виступав на концертах у складі групи «Ліра XXI» і групи «PHA2», з 2009 р. як соло музикант «Лір О'Лі», а також з 2011 р. у складі дуету «Артур і Лір». Автором музичного акомпанементу більшості пісень Ліролі на всіх етапах творчості Ліра ХХІ/Ліролі є бітмейкер Санз.
Знімався в кінофільмах, а також телевізійних програмах і рекламі.
Захоплювався райтингом (графіті).

### Ліра XXI
Ліра XXI сформувалася у 2003 р. як тріо з Лір МС і двох його найкращих друзів дитинства — МС Янса (Олександр Максимець) і DJ Sanz (Олександр Власенко). Авторами текстів були Лір МС (Ліролі) і Янс, автором музики — бітмейкер Санз (демо-альбом рос. «Поэты до конца», демо-альбом Ліра XXI рос. «Книга откровений», демо-альбому Ліра XXI рос. «Эпатаж», демо-альбом рос. «Полотна мариниста», цикл «Все минає»).
20 березня 2009 р. у приміщенні Фонду сприяння розвитку мистецтв у Києві відбувся сольний концерт групи Ліра XXI за участю гітариста-віртуоза Миколи Ратова «Меланхолія залізного міста», де була проведена презентація диска з 5 піснями записаними на студії Троя Sound.

### Ліролі
Протягом 2008—2010 рр. виступає як сольний виконавець і як учасник Ліра XXI, а також у складі групи PHA2 і дуету Артур і Лір на київських андеграунд хіп-хоп фестивалях, конкурсах і вечірках, зокрема, Всеукраїнському Rap фестивалі «Ідентифікація», Хіп-Хоп Дворі і т. д.
Учасник фрістайл батлу Blow Da Mic (2009), посів третє місце як кращий майстер фрістайлу (складання у реальному часі ритмічного тексту експромтом під музику).
Переможець фрістайл-батлу Blow Da Mic 2, у фіналі здобувши перемогу над МС Кожаный Мяч з групи Джа Реп Лига (Jah Rap League).

### Фільмографія
- 2014 — Особиста справа — актор, епізоди
- 2014 — Секрети Бандери — актор, епізоди
- 2014 — Ляля — актор, епізоди
- 2014 — Містичні історії — актор, епізоди
- 2014 — Лабіринти долі — актор, епізоди
- 2014 — Судові справи, ТВ програма — актор, герой ефіру
- 2014 — Злочин у фокусі — актор, епізоди
- 2015 — Офіцерські дружини — актор, епізоди
- 2015 — Безсмертник — актор, епізоди
- 2015 — За законами воєнного часу — актор, епізоди
- 2015 — Повернешся — поговоримо — актор, епізоди
- 2015 — Закохані жінки — актор, епізоди
- 2015 — Незламна — актор, епізоди; дубляж
- 2016 — 25-а година — актор, епізоди

## Вшанування пам'яті
- 2015 року було видано збірку віршів і пісень Івана Олійника Ліролі «Буду жить» (К.: «Адеф». — 2015), а також перевидано диск збірки його студійних пісень «Меланхолія залізного міста».
- Після знаходження акапелл Ліролі, було зроблено кілька перезаписів його треків, у тому числі під нові мінусовки, які з кількома вибраними і раніше не виданими треками увійшли до першого його офіційного релізу — Лір О'Лі «Сонце падало крізь пальці» (2016).
- 2016 року видано збірку Лір О'Лі «Сонце падало крізь пальці» (К.: «Адеф». — 2016), до якої увійшли поетичні твори різних періодів його творчості.
- 2016 року відбувся вечір пам'яті Івана Олійника Ліролі, на якому відбулася презентація збірки віршів та пісень «Сонце падало крізь пальці», а також однойменного CD, прозвучали його пісні і вірші, у тому числі виконані наживо учасниками групи PHA2.